# اینچیسا ین وال دآرنو
اینچیسا ین وال دآرنو (به ایتالیایی: Incisa in Val d'Arno) یک کومونه در ایتالیا است که در استان فلورانس واقع شده‌است.

## خصوصیات
اینچیسا ین وال دآرنو ۲۶٫۵ کیلومترمربع مساحت و ۵٬۹۶۷ نفر جمعیت دارد و ۱۲۲ متر بالاتر از سطح دریا واقع شده‌است.

## خواهرخوانده
شهر Mijek خواهرخواندهٔ اینچیسا ین وال دآرنو هست.